# Basonucline 1
La basonucline 1 est une protéine à doigt de zinc encodée chez l'humain par le gène BNC1,.
Elle est présente dans la couche de cellules basales de l'épiderme et dans les follicules pileux. Elle est abondante dans les cellules germinales des testicules et des ovaires. On considère que cette protéine joue un rôle de régulation de la prolifération des kératinocytes et vraisemblablement dans la transcription des rRNA. Ce gène semble avoir de multiples variants de transcription alternativement épissés, mais leur nature n'est pas encore intégralement connue. Il semblerait qu'il ait plusieurs sites de  polyadénylation pour ce gène.
Noter que la basonucline 1 n'interagit pas avec PICK1 : cette protéine PICK1 interagit avec le canal sodium insensible à la tension électrique, appelé également BNC1 (« brain Na+ channel 1 ») en anglais — d’où un risque de confusion — mais sans rapport avec la basonucline 1.